# Grecia la Concursul Muzical Eurovision 2010
Grecia participă la concursul muzical Eurovision 2010. Procesul de selecție a reprezentantului s-a bazat în egală măsură pe votul unui juriu și pe televoting. Finala concursului național a avut loc la 12 martie 2010. A câștigat interpretul Giorgos Alkeos cu melodia OPA. Pe locul doi s-a clasat Manos Pyrovolakis, iar pe trei - Yorgos Karadimos. 